# Ciudad autónoma
Ciudad autónoma („autonome/unabhängige Stadt“) ist in Spanien der Status der beiden Städte Melilla und Ceuta in Nordafrika im Grenzgebiet zu Marokko. Diese beiden Städte sind die früheren Plazas de soberanía (staatsunmittelbare Hoheitsplätze), die eine zivile Bevölkerung aufweisen.
Die Ciudades autónomas unterstehen direkt der spanischen Regierung und gehören nicht zu einer der autonomen Regionen, mit denen zusammen sie die oberste subnationale Verwaltungsebene Spaniens bilden. Bezüglich ihrer Kompetenzen stehen sie zwischen einer Gemeinde und einer autonomen Region. Das 1995 von den spanischen Cortes (Parlament) beschlossene Sonderstatut gewährt den beiden Städten zwar keine gesetzgebende Kompetenz, jedoch das Recht, in den Cortes Gesetzesinitiativen einzubringen. Die Städte gehören wie das übrige Staatsgebiet zur EU und zur Eurozone.
Beide Städte bilden jeweils auch eine NUTS-2- und eine NUTS-3-Region (neben den autonomen Regionen und den Provinzen).